# Tour de Lombardie 1950
Le Tour de Lombardie 1950 est la 44e édition de cette course cycliste. Il est remporté par Renzo Soldani, à Milan.
La course est l'une des épreuves comptant pour le Challenge Desgrange-Colombo.

## Déroulement de la course
Dino Rossi s'échappe en début de course et reste 45 km seul en tête. Dans la montée vers Brinzio, Rossi est à nouveau échappé, cette fois avec trois autres coureurs : Piazzo, Cremonese et Pinarello. Le peloton est regroupé au moment d'aborder l'ascension menant au col de Ghisallo.
À la moitié de cette ascension, Fausto Coppi attaque, suivi par Renzo Soldani, et passe au col en tête. Les deux coureurs sont ensuite rejoints par Donato Zampini et Antonio Bevilacqua. À Milan, Soldani bat au sprint Bevilacqua et Coppi.
Ferdi Kübler arrive dans un groupe 39 secondes après le vainqueur et prend la cinquième place. Il assure ainsi sa victoire au Challenge Desgrange-Colombo, en ayant calqué sa course sur le seul coureur susceptible de le dépasser, Fiorenzo Magni.

## Classement final
| Pos. | Coureur            | Pays   | Équipe | Temps              |
| ---- | ------------------ | ------ | ------ | ------------------ |
| 1    | Renzo Soldani      | Italie |        | en 5 h 49 min 40 s |
| 2    | Antonio Bevilacqua | Italie |        | même temps         |
| 3    | Fausto Coppi       | Italie |        | m.t.               |
| 4    | Donato Zampini     | Italie |        | m.t.               |
| 5    | Ferdi Kübler       | Suisse |        | + 39 s             |
| 6    | Oreste Conte       | Italie |        | + 39 s             |
| 7    | Alfo Ferrari       | Italie |        | + 39 s             |
| 8    | Giuseppe Minardi   | Italie |        | + 39 s             |
| 9    | Virgilio Salimbeni | Italie |        | + 39 s             |
| 10   | Angelo Conterno    | Italie |        | + 39 s             |